# Киккесхаузен
Киккесхаузен (нем. Kickeshausen) — община в Германии, в земле Рейнланд-Пфальц. 
Входит в состав района Айфель-Битбург-Прюм. Подчиняется управлению Арцфельд.  Население составляет 35 человек (на 31 декабря 2010 года). Занимает площадь 1,53 км².